# Paris de Grassis
Pour les articles homonymes, voir Grassi.
Paris de Grassis ou Paride Grassi, né à Bologne vers 1470 et mort à Rome le 10 juin 1528, est le maître de cérémonie des papes Jules II et Léon X.
Il rejoint l'Office des cérémonies en mai 1504 en tant que cérémoniaire, passe au poste de président de l'Office lorsqu'il devient évêque de Pesaro en 1513 et continue comme président jusqu'à sa mort en 1528. Le journal de De Grassis couvre son travail à la cour pontificale de 1504 à 1521.

## Biographie
Paris de Grassis est né à Bologne dans une petite famille patricienne. Son père, Baldassare, est membre du Collège des notaires depuis 1464, tandis que d'autres de ses oncles sont diplômés de l'Université de Bologne avec des doctorats en droit canonique et civil, enseignent dans la même université et servent parfois comme chanoines au chapitre de la cathédrale de Bologne ou en tant que membres élus de l'Anziani Consoli,.
Son oncle, Antonio de Grassis, nonce auprès de Frédéric III et évêque de Tivoli, permet à ses neveux de suivre la hiérarchie cléricale, quittant Bologne pour la cour papale à Rome. Le frère aîné de Paris, Achille de Grassis, suit son oncle comme auditeur de la Rote romaine, sert comme diplomate papal sous Jules II, est nommé évêque de Città di Castello en 1506 et archevêque de Bologne en 1511 et meurt en novembre 1523. Le frère aîné de Paris, Agamenone de Grassis, est le point d'ancrage de la famille à Bologne, où il travaille comme notaire, et occupe plusieurs postes gouvernementaux, dont celui de sénateur. Paris de Grassis a aussi deux sœurs (Ludovica et Margherita) qui se marieront respectivement dans les familles Morbioli et Gozzadini.
En 1506, Paris de Grassis succède à Johann Burchard comme maître principal des cérémonies. Burchard avait servi comme cérémoniaire des papes Sixte IV, Innocent VIII et Alexandre VI, dont il a enregistré les événements dans son Diarium. Au cours de cette période, les cérémoniaires tiennent un journal où ils enregistrent la liturgie quotidienne, les visiteurs et les événements de la cour papale. Le journal de De Grassis couvre les dernières années des pontificats de Jules II et Léon X (1504-1521). De Grassi était chargé des préparatifs et des constructions des installations du Ve concile du Latran, qu'il relate dans ses journaux,,. Il est consacré évêque de Pesaro le 16 mai 1513 par Achille Grassi avec comme co-consécrateurs Bernardo de' Rossi (it) et Gabriele Mascioli (it)
La période qui suit la fin du journal de Grassis, qui se termine par l'enterrement de Léon X (17 décembre 1521), n'est pas claire. Il existe peu de sources existantes qui peuvent identifier de manière fiable l'emplacement de de Grassis ou ses activités quotidiennes. Le journal de son collègue et successeur en tant que maître principal des cérémonies, Biagio Martinelli note les activités périodiques de Grassis à la cour papale, mais cela n'indique pas qu'il y avait une présence constante. Néanmoins, Martinelli a enregistré la mort de de Grassis à Rome en 1528.
D'après une source, il pourrait être le père de la courtisane Imperia.
Son rôle est jouée par Venantino Venantini dans le film de Carol Reed L'Extase et l'Agonie en 1965.

## Œuvres
De Grassis n'était pas un historien, simplement un chroniqueur ; avec un soin professionnel, il a noté les détails de toutes les cérémonies pontificales, les petits événements à la Curie romaine, les consistoires et les processions, les allées et venues des ambassadeurs, les voyages, , etc. Il n'a aucun préjugé politique, bien qu'il montre qu'il n'a que peu sympathie pour les Français ou pour divers dignitaires curiaux. Son seul intérêt est l'étiquette de cérémonie et de cour et l'enregistrement méticuleux de tous les détails s'y rapportant. Néanmoins, son œil est attentif à saisir tout ce qui se passe autour de lui ; en conséquence, son journal rapporte de nombreuses anecdotes qui mettent en avant les caractères des deux papes. De plus, étant le compagnon presque inséparable des deux papes dans leurs voyages, par exemple de Jules II lors de sa campagne contre la Romagne, il donne de nombreux détails qui complètent ou agrémentent le récit de l'historien, jusqu'à des détails aussi minutieux que les préférences alimentaires et les tenues vestimentaires quotidiennes des papes. Ordinairement, son travail offre plus à l'historien de la culture de la Renaissance qu'à l'étudiant des conditions ecclésiastiques et politiques.
Les seize copies manuscrites du Diarium ne sont pas toutes complètes, les codex les plus importants étant ceux de la Bibliothèque du Vatican et de la Bibliothèque Rossiana à Vienne. Les érudits britanniques ont également fait un usage substantiel d'une copie du journal du XVIIe siècle conservée à la British Library. La discussion définitive du journal de Grassis, des manuscrits et de ses autres compositions se trouve dans la collection d'essais de Marc Dykmans dans la revue Ephemerides liturgicae (1982, 1985, 1986).
De Grassis a aussi écrit des traités sur différents sujets relatifs à la liturgie catholique romaine et aux cérémonies liturgiques et aux pratiques diplomatiques de la cour papale au début du XVIe siècle.
- Caeremonialium regularum supplementum et additiones ad secundum illarum volumen
- De ceremoniis ad cardinales episcopos spectantibus
- Brevis ordo Romanus
- Caeremoniarum opuscule
- De caeremoniis capellae papalis
- Ordo dandi pacem in capella papae
- Ordo incensandi in capella papae
- Preparanda pro missa episcopali solemni in die alicuius festi presentibus cardinalibus
- Tractatus de equitatione papae per Vrbem in solemnitate non pontificali
- Tractatus de funeribus et exequiis in Romana Curia peragendis[13]
- Infrascriptus modus servator in infirmitate papae et eius morte
- Tractatus de oratoribus Romanae curiae[14],[15]
- De oratorum praecendentia
- De consecratione episcoporum

De cette liste, les seules compositions publiées sont De ceremoniis ad cardinales episcopos spectantibus as De Cerimoniis Cardinalivm et Episcoporum in eorum dioecesibus. Libri dvo., posthume à Rome en 1564 et 1580, puis réimprimé à Venise en 1582.
Bien qu'il n'y ait pas de version complète du journal de de Grassis disponible en publication, plusieurs extraits sont disponibles dans :
- Marc Dykmans, Le cinquième concile du Latran d'après le journal de Paris de Grassi, Annuarium Historiae Conciliorum no 14, 1982, p. 271–369.
- Évêque Edmund, Leaves from the diary of a papal Master of ceremonies, Liturgica Historica, Oxford : Clarendon Press, 1918.
- Paride Grassi, Le Due Spedizioni Militari di Giulio II, éd. Luigi Frati, Bologne, 1886.
- Il Diario di Leone X di Paride de Grassi Maestro delle Cerimonie Pontificie, éd. Pio Delicati et Mariano Armellini, Rome, 1884.
- Paride de Grassi, De ingressu Summi Pont. Leonis X. Florentiam Descriptio Paridis De Grassis civis Bononiensis Pisauriensis Episcopi, éd. Domenico Moreni, Florence : Caiétanum Cambiagi, 1793.

## Succession apostolique
Paris de Grassis a ordonné les évêques suivants :
- Évêque Guglielmo Bertrand (1519)
- Évêque Francesco Riario-Sforza (it) (1519)
- Évêque Marco Quinto Vigerio della Rovere (en) (1520)
- Évêque Johann Laymann (de) (1521)
- Évêque Hector de Rochefort d'Ally (1521)
- Évêque Cherubino Caietano (it) (1521)
- Cardinal Guillén-Ramón de Vich y de Vallterra (1521)
- Évêque Cristóbal de los Ríos (1521)
- Évêque Ricomanni Buffalini (1522)
- Archevêque Giacomo Coppi (1524)
- Évêque Maurice Doran, O.P. (1524)
- Évêque Peder Månsson (en) (1524)
- Évêque Bartolomeo Cesi (en) (1524)
- Évêque Antonio Beccari, O.P. (1524)
- Évêque John Quin, O.P. (1524)
- Évêque Jerónimo Muñoz (1524)
- Évêque Zaccaria Trevisan (1525)
- Évêque Pedro Fernández de Jaén (es), O.P. (1525)
- Évêque Gerolamo Sansoni (it) (1525)
- Évêque Francisco de Aragón (1525)
- Archevêque Vincenzo Pimpinella (1525)
- Évêque Anselmo Sperelli (en), O.F.M. (1526)
- Archevêque Filippo Trivulzio (1526)